# 韋斯特維爾 (康乃狄克州紐黑文)
韋斯特特維爾（英語：Westville）是位於美國康乃狄克州新哈芬縣的一個村落。該地的面積和人口皆未知。

## 地理
韋斯特特維爾的座標為41°19′52″N 72°58′19″W / 41.33111°N 72.97194°W，而該地的平均海拔高度為12米（即39英尺）。